# Bathybuccinum
Bathybuccinum is een geslacht van weekdieren uit de klasse van de Gastropoda (slakken).

## Soorten
- Bathybuccinum bicordatum Golikov & Sirenko, 1988
- Bathybuccinum clarki Kantor & Harasewych, 1998
- Bathybuccinum higuchii Fraussen & Chino, 2009
- Bathybuccinum unicordatum Golikov & Sirenko, 1988
- Bathybuccinum yadai Fraussen & Chino, 2009